# Lupanshui
Lupanshui è una città cinese della regione di Guizhou.